# Dancing in the Dark (Film)
Dancing in the Dark ist ein US-amerikanisches Filmmusical aus dem Jahr 1949 von Irving Reis mit William Powell, Mark Stevens, Betsy Drake und Adolphe Menjou in den Hauptrollen. Der Film wurde von 20th Century Fox produziert und basiert auf der 1931 uraufgeführten Revue The Band Wagon von George S. Kaufman, Howard Dietz und Arthur Schwartz.

## Handlung
1932 wohnt der Schauspieler Emery Slade der Uraufführung seines Films The Snob im Grauman’s Chinese Theatre bei und hinterlässt danach seine Fußabdrücke und seine Unterschrift auf einer Betonplatte. 17 Jahre später ist Emery als Schauspieler nicht mehr gefragt. Bei einem Spaziergang trifft er vor dem Grauman’s auf seinen Kollegen Jean Hersholt, der den Motion Picture Relief Fund leitet, einen Hilfsfonds für in Not geratene Filmschaffende. Zwar erzählt ihm Emery, dass alles gut und er sehr beschäftigt sei, doch Hersholt erkennt, dass Emery nicht die Wahrheit sagt.
Bei einem Treffen der Mitglieder des Fonds bringt Hersholt Emerys Fall zur Sprache. Emerys Ansehen ist durch einige unschöne Ereignisse beschädigt, dennoch glaubt Sharkey von der 20th Century Fox, dass sein Vorgesetzter Melville Crossman etwas für Emery tun könne. Barker, ein weiteres Mitglied, will Emery besuchen und ihn von der Hilfsabsicht des Fonds unterrichten, wird aber von Emery hinausgeworfen.
Melville Crossman ist besorgt, weil er für seinen neuen Film The Bandwagon noch keine Hauptdarstellerin gefunden hat. Die Favoritin ist Rosalie Brooks, doch deren Vater Joe erlaubt ihr nicht ins Filmfach zu wechseln, weil er seinen damaligen Vaudeville-Partner an den Film verloren hat. Sharkey glaubt, dass Emery, Brooks früherer Partner, Rosalies Vater zum Umdenken bewegen kann. Crossman gibt grünes Licht und Emery fliegt mit dem Werbefachmann Bill Davis nach New York.
Bill hat eine Meldung herausgegeben, dass das Studio nach einer neuen Darstellerin sucht. Julie Clarke, bei Fox unter Vertrag gewesen und gekündigt, will sich bei Emery für die Rolle bewerben. Doch Emery ist nicht da und so trifft sie auf Bill, ihren Ex-Freund, der sie immer noch unbedingt heiraten will. Doch Julie ist ihre Karriere als Schauspielerin wichtiger. Auch als Bill ihr erklärt, dass die Meldung nur ein Trick sei, will sie Emery treffen.
Emery trifft sich mit Joe und Rosalie zum Abendessen. Tatsächlich kann er Joe überzeugen, Rosalie in dem Film mitspielen zu lassen. Später trifft er auf Julie, die ihn mit ihrem Gesang so sehr beeindruckt, dass er sie am nächsten Morgen in einem Übungsraum vortanzen lässt. Am Nachmittag trifft Emery erneut Joe und Rosalie. Er sagt ihnen, dass der geplante Film nicht gut sei und Rosalies Karriere nicht helfen würde. Er nimmt den Vertrag zurück und gesteht, dass das Studio ihm im Erfolgsfall selber unter Vertrag nehmen würde, doch kann er die beiden nicht übers Ohr hauen. Joe lobt seine Aufrichtigkeit.
Bill fragt nach, warum noch kein Vertrag mit Rosalie zustande gekommen sei. Emery beruhigt ihn, er werde den neuen Star bei einer Pressekonferenz präsentieren. Bill ist überrascht, dass Julie als Star vorgestellt wird, doch er erkennt, dass Julie bestens vorbereitet ist. In Hollywood werden Emery und Bill von dem aufgebrachten Crossman gefeuert, der unbedingt Rosalie als Star haben will. Pressemeldungen von der Ostküste zeigen jedoch, wie hoch Julie von den Kritikern eingeschätzt wird. Crossman willigt in Probeaufnahmen ein.
Während der Probe erzählt Julie Emery, dass ihr Vater ihre Mutter noch vor ihrer Geburt verlassen hat. Nun wolle sie ihrem Vater, wer er auch sei, zeigen, dass sie ihn nie gebraucht habe und nie brauchen werde. In Emerys Büro sieht sie einen Ehrenpokal für Emery aus dem Jahr 1925 für seine Vorstellung in Springfield, ihrer Heimatstadt. Schlagartig wird ihr klar, dass Emery ihr Vater ist. Überstürzt bricht sie die Aufnahmen ab. In der Zwischenzeit hat Crossman herausgefunden, dass Rosalie den Vertrag unterzeichnet hat, der jedoch von Emery wieder zurückgenommen wurde. Wütend wirft er Emery, Bill und Julie hinaus.
Bill will Julie Probeaufnahmen mit seinem eigenen Geld ermöglichen. Die Aufnahmen, die Julie schon gemacht hat, hat er mitgenommen. Emery provoziert Julie so lange, bis sie in weitere Aufnahmen einwilligt. Mit einem Trick schmuggelt Bill die fertigen Aufnahmen zwischen die Wochenschauberichte im Grauman’s. Das Publikum nimmt Julies Darbietungen begeistert auf. Auch Crossman ist begeistert und bietet Emery die Regie für The Bandwagon an. Julie, mit ihrem Vater nun ausgesöhnt, stimmt Crossmans Angebot zu.

## Produktion
Gedreht wurde der Film vom 28. März bis zum 14. Mai 1949 im Grauman’s Chinese Theatre in Hollywood sowie in den Fox-Studios in Century City.
Bis auf einige Songs hatte das Drehbuch kaum Berührungspunkte mit der Bühnenshow The Band Wagon. Produzent Jessel schrieb einen Brief an Charles S. Kaufman, um sicherzugehen, dass Kaufman nicht an einem Credit interessiert war. Kaufman sah von einer Nennung seines Namens ab, nur Howard Dietz bestand auf Credits für seine Songs.
Das Büro Crossmans ist eine Nachbildung des Büros von Fox-Chef Darryl F. Zanuck. Der Name Melville Crossman ist eines von Zanucks Pseudonymen.
Jean Hersholt, der sich selber als Vorsitzender des Motion Picture Relief Fund spielt, zahlte die Hälfte seiner Gage in den Fond ein.

## Stab und Besetzung
Lyle R. Wheeler und George W. Davis waren die Art Directors, Thomas Little und Paul S. Fox die Szenenbildner, William Travilla der Kostümbildner. Joseph C. Wright war für das Bühnenbild der Musicalnummern zuständig. Roger Heman sr. und Bernard Freericks sorgten für den Ton, Fred Sersen für die Spezialeffekte.
In kleinen, nicht im Abspann erwähnten Nebenrollen traten Robert Adler, George Beranger, Joseph Crehan, Sally Forrest, Byron Foulger, Gregory Gaye, Sid Grauman, Larry Keating, Marion Marshall, George E. Stone, Helen Westcott und Max Willenz auf.

## Musik
Neben Alfred Newman als musikalischem Direktor kamen u. a. Cyril J. Mockridge, Herbert W. Spencer und Earle Hagen als Orchesterleiter zum Einsatz. Die Musicalnummern wurden von Seymour Felix choreografiert.
Es wurden folgende Songs gespielt:
- Dancing in the Dark, Something to Remember You By, New Sun in the Sky und I Love Louisa von Arthur Schwartz und Howard Dietz
- High and Low I’ve Bern Looking for You von Arthur Schwartz
- Through a Long and Sleepless Night von Alfred Newman

## Veröffentlichung
Die Premiere des Films fand am 2. Dezember 1949 in New York statt.

## Kritiken
Das Lexikon des internationalen Films schrieb: „Heiter-sentimentale Musikkomödie.“
Elsa Branden von der Filmzeitschrift Photoplay beschrieb den Film als erfreuliches Technicolor-Musical. Zwar sei die Geschichte irgendwie gekünstelt, aber das störe nicht.